# استهداف القطاع الثقافي في غزة

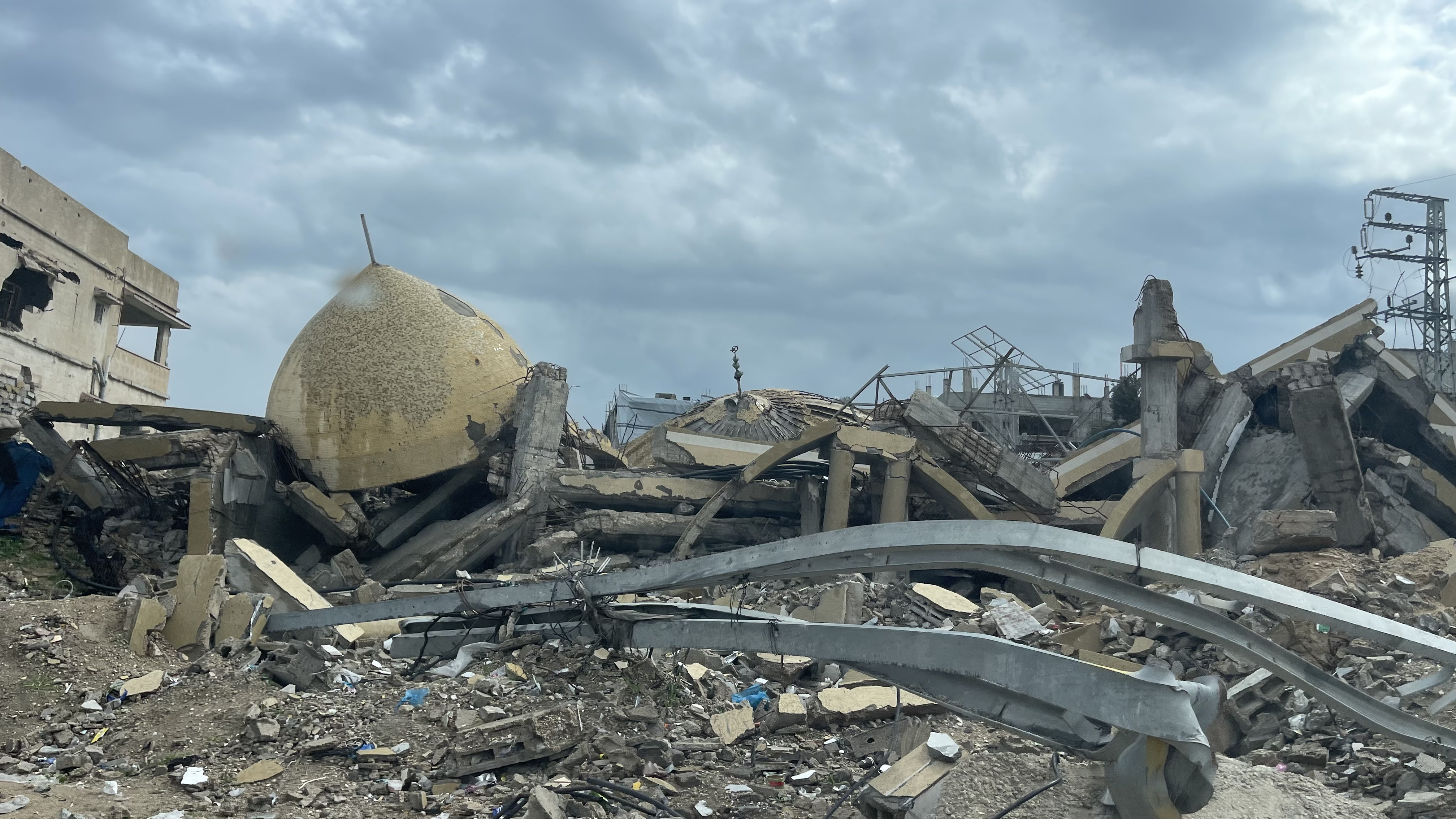
مسجد دُمر في قطاع غزة للدمار جراء غارة جوية إسرائيلية في 20 فبراير 2025، وبحلول شهر يناير من عام 2025، كانت إسرائيل قد دمرت ما مجموعه 815 مسجدًا و19 مقبرة خلال الحرب الدائرة في قطاع غزة.

استهداف القطاع الثقافي في غزة، في كل الحروب التي شنها الإحتلال الإسرائيلي على قطاع غزة لم يستثني الاحتلال أي مجال من مجالات الحياة. ولكن في الحرب الفلسطينية الإسرائيلية 2023 والتي تلت بعملية طوفان الأقصى عملت قوات الاحتلال الإسرائيلي على تنفيذ إبادة جماعية للشعب الفلسطيني لم يشهدها التاريخ، شهدت أيضًا تدميرًا واسعًا للتراث الثقافي، حيث طال الضرر والخراب مئات المباني ذات الأهمية التاريخية والثقافية، بما في ذلك المكتبات والمتاحف ودور النشر وغيرها من مستودعات المعرفة، فضلًا عن إتلاف التراث الثقافي غير المادي.  ومع حلول وقف إطلاق النار في يناير 2025، كان ما يقرب من 70% من مباني القطاع قد تضرر أو دُمر بالكامل، مما أدى إلى نزوح 1.9 مليون شخص. 
تزخر غزة بمئات المواقع الأثرية، من بينها أكثر من 300 موقع معماري تراثي. وإلى جانب تدمير هذه المواقع، لقي 44 من العاملين في مجالي الفنون والثقافة حتفهم بحلول فبراير 2024.  ويُعد هذا التراث، الذي يجسد الهوية الجماعية للشعب الفلسطيني، هدفًا للتدمير الممنهج من قبل إسرائيل، والذي شمل الأرشيفات والمتاحف والمساجد والكنائس والمقابر. 
وخلال الحرب، لحق بالبلدة القديمة في غزة دمار هائل جراء الغارات الجوية الإسرائيلية، وشمل ذلك معالم بارزة كالمسجد العُمري الكبير وكنيسة القديس برفيريوس - وهما على التوالي أقدم مسجد وأقدم كنيسة في القطاع. كما امتد التدمير ليطال مواقع تاريخية أخرى مثل جامع ابن عثمان، وقصر الباشا، وبيت السقا، وسوق القيسارية، وحمام السمرة. وقد دُمر ميناء أنتيدون القديم بالكامل، فيما تعرضت متاحف مثل متحف القرارة ومتحف العقاد ومتحف رفح للنهب أو التلف أو التدمير. 
دعت منظمة اليونسكو إلى حماية المواقع التراثية خلال الحرب، وأدرجت في يوليو دير القديس هيلاريون على قائمة التراث العالمي وقائمة التراث المعرض للخطر. وقد دفعت فداحة هذا التدمير جهاتٍ عدة إلى وصفه بأنه إبادة ثقافية،  وهو ما استندت إليه دولة جنوب إفريقيا حين أدرجت تدمير التراث الثقافي في غزة كدليل على جريمة الإبادة الجماعية في دعواها المرفوعة ضد إسرائيل أمام محكمة العدل الدولية. 

## خلفية

### التراث الثقافي في غزة

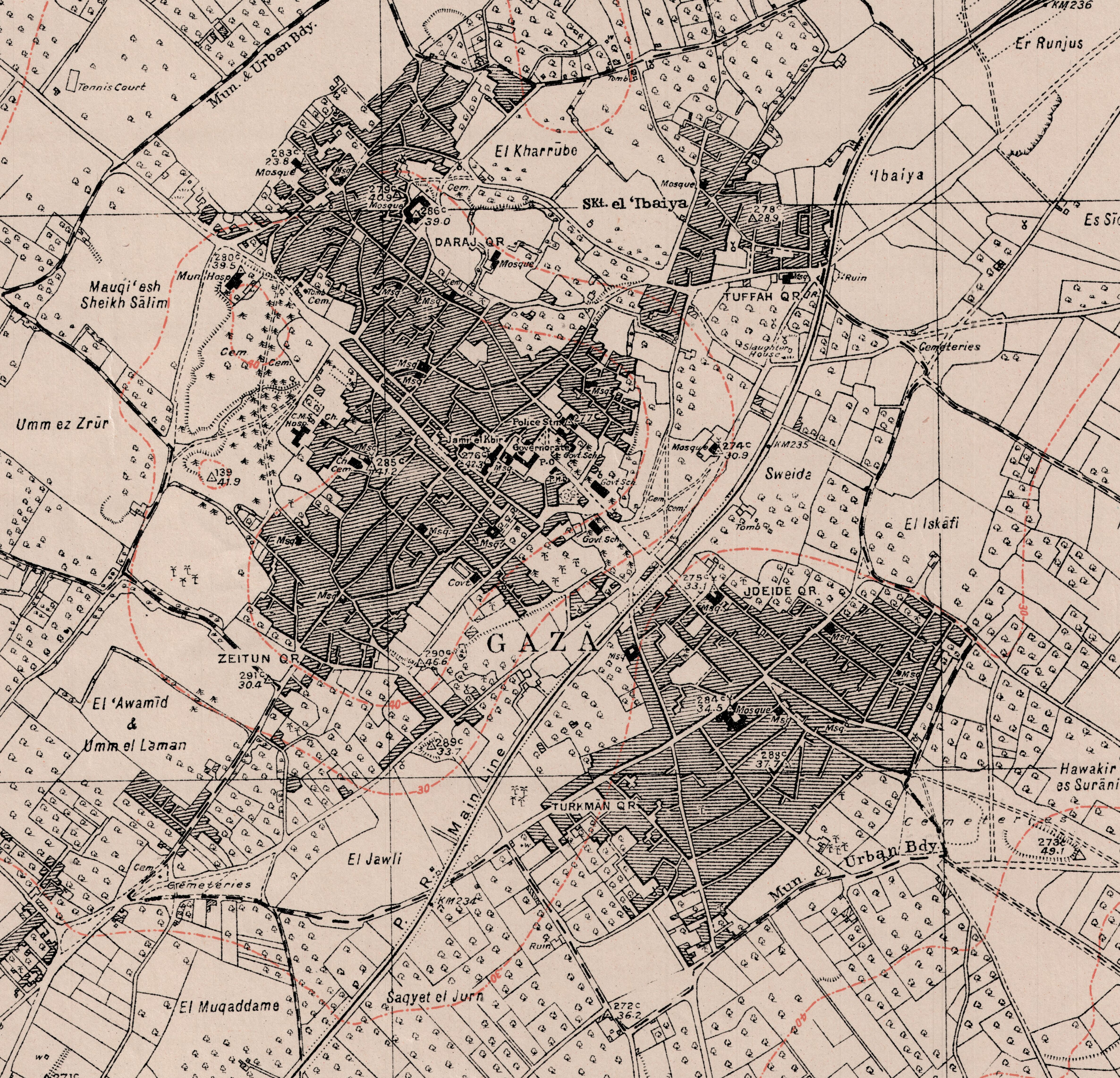
كانت العديد من المواقع الثقافية الرئيسية التي دُمرت تقع في البلدة القديمة بغزة، وهي أهم مدينة تاريخية في جنوب فلسطين، ولها تاريخ مأهول يمتد لخمسة آلاف عام. تُظهر هذه الخريطة التي رسمتها هيئة مسح فلسطين البريطانية عام 1931 البلدة القديمة كما كانت عليه قبل ما يقرب من قرن من الزمان.

يُعرَّف التراث الثقافي بأنه الإرث الذي ينتقل عبر الأجيال، شاملًا في طياته الثقافة المادية كالأعمال الفنية والمعمارية، والثقافة غير المادية كالتقاليد وأساليب الحياة.  وقد أحصى مسحٌ أُجري عام 2010 وجود ثلاث عشرة مكتبة في قطاع غزة،  بينما بلغ عدد المتاحف خمسة في عام 2017.  ويرى عالم الآثار، جان باتيست هامبرت، أن "مجتمع غزة يعي قيمة تراثه، إلا أن القمع الذي مارسته قوات الاحتلال على مدى الخمسين عامًا الماضية جعل الأولويات الحيوية -كإطعام السكان ورعايتهم وتعليمهم- تطغى على الاهتمام بالتراث الثقافي، الذي أصبح يُنظر إليه كترفٍ يخص الدول الغنية". 
ونظرًا للكثافة السكانية العالية في قطاع غزة، غالبًا ما يتم تشييد المباني الحديثة فوق المواقع الأثرية القديمة. وفي عام 2023، كان القطاع يضم أكثر من 300 موقع معماري تراثي، تشتمل على هياكل متنوعة كالمساجد والقصور والمدارس والمقابر.  ووفقًا لبيانات وزارة السياحة والآثار، فإن أكثر فئات المواقع التاريخية شيوعًا هي المنازل، تليها التلال الأثرية (تلال المستوطنات)، ثم المساجد. 
إن المباني التاريخية ومواقع التراث التي تشكل ملامح مكانٍ ما هي التي تجسد هويته الجماعية وتاريخه؛ فهي تمثل أهمية قصوى للمجتمع الذي تنتمي إليه، وتعد امتدادًا لهويته الراسخة.  ويمكن للتراث المادي — بدءًا من المقتنيات الصغيرة وصولًا إلى الصروح المعمارية — أن يحفظ ذكرى الأماكن والأحداث الهامة. وخير مثال على ذلك هو "مفتاح العودة" الذي أصبح بالنسبة للفلسطينيين الذين هُجّروا قسرًا من ديارهم عام 1948 خلال النكبة، رمزًا ماديًا ملموسًا للمنازل التي أُجبروا على مغادرتها. 

### تدمير التراث الثقافي

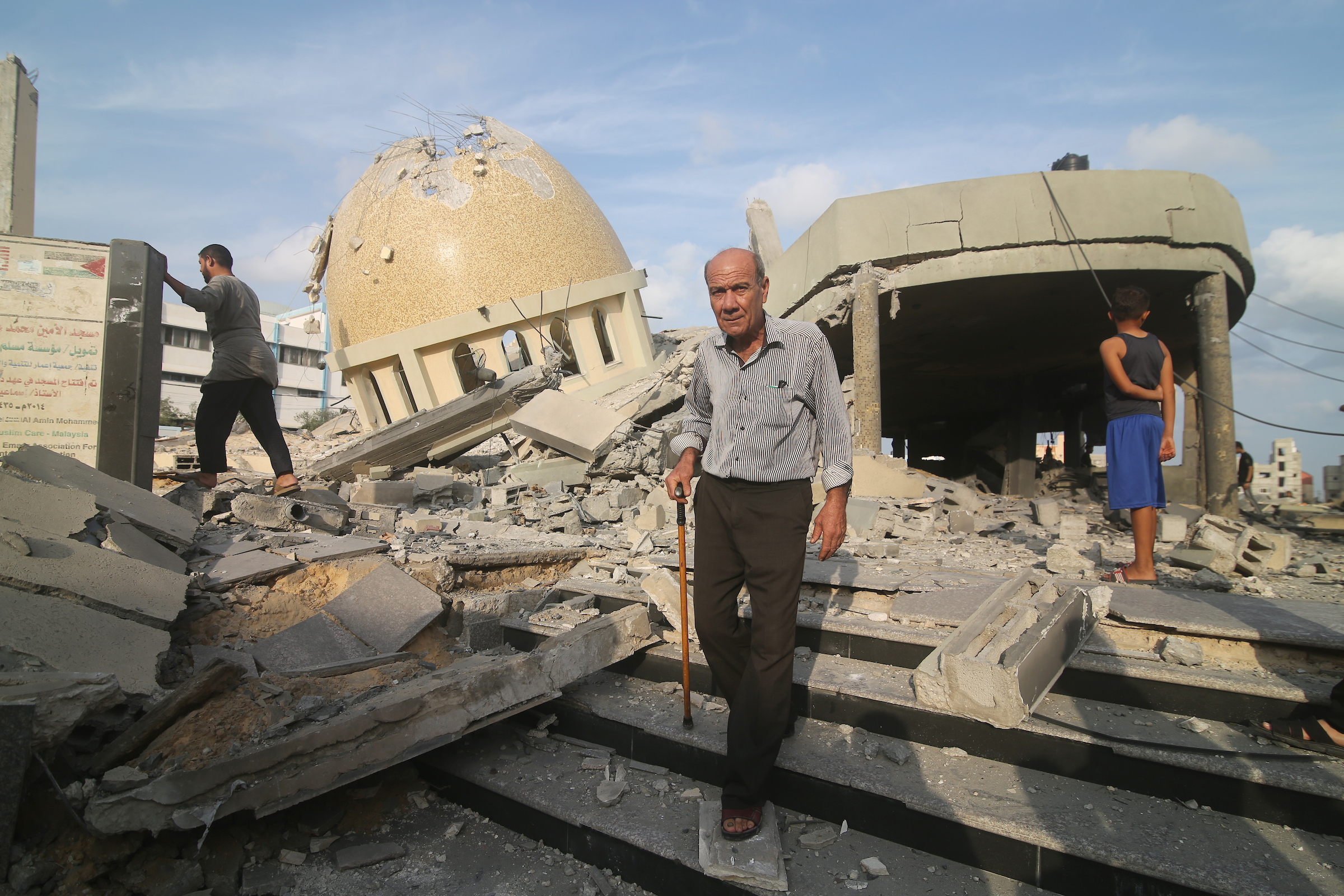
دمر مسجد الأمين محمد جراء القصف الإسرائيلي على خان يونس في 8 أكتوبر 2023.

في معرض حديثه عن المفهوم الواسع للتراث الثقافي، يطرح عالم الآثار كورنيليوس هولتورف ملاحظة عميقة مفادها: "إذا كان التراث يساهم في تشكيل هويات الشعوب، فإن فقدانه قد يساهم في تشكيلها بشكل أعمق".  ولطالما كان تدمير الأماكن والتراث الثقافي تكتيكًا أساسيًا في الحروب وجرائم الإبادة الجماعية بهدف تقويض المجتمعات. وهو أسلوب ضارب في القِدَم، استُخدم منذ عصور ما قبل التاريخ والعصور الكلاسيكية القديمة وصولًا إلى العصر الحديث، ولعل أبرز تجلياته التاريخية اضطهاد النازيين لليهود. وفي السياق ذاته، يسلط الفيلسوف جيف مالكاس الضوء على أن استخدام التدمير لممارسة السلطة والسيطرة على المجموعات الأخرى يمثل قضية محورية في العلاقات بين إسرائيل وفلسطين. 
يحظى التراث الثقافي بحماية قانونية دولية صارمة، حيث تنص المادة 53 من البروتوكول الأول لاتفاقيات جنيف على حماية المواقع الثقافية، ويُعتبر التدمير المتعمد للآثار أو المباني التاريخية جريمة حرب.  كما تُلزم "اتفاقية لاهاي لحماية الملكية الثقافية في حالة النزاع المسلح" الدول الموقعة عليها بـ "الامتناع عن أي استخدام للملكية ومحيطها المباشر [...] لأغراض من شأنها تعريضها للتدمير أو التلف... والامتناع عن أي عمل عدائي موجه ضد هذه الملكية".  وعلى الرغم من هذه المواثيق، لم تكن مواقع التراث الثقافي في قطاع غزة بمنأى عن النزاعات السابقة؛ فقد ألحقت حرب 2008-2009 أضرارًا بمكتبات غزة ومتحفها الوحيد آنذاك،  بينما طال الدمار أكثر من 170 مسجدًا في حرب 2014. 

## الأثر

### نظرة عامة
شنت إسرائيل هجومًا وحشيًا واسع النطاق على قطاع غزة بعد أحداث طوفان الأقصى، تركز في بدايته على شمال القطاع، ثم سرعان ما اشتد القصف مع نهاية عام 2023 ليتوسع جنوبًا مصحوبًا بتوغلات برية، مما أسفر عن تضرر أو تدمير ما يزيد على نصف مباني القطاع بحلول يناير 2024.  ومع حلول وقف إطلاق النار في يناير 2025، كانت حصيلة الضحايا الفلسطينيين قد تجاوزت 46,600 قتيل، غالبيتهم العظمى من النساء والأطفال، بالتزامن مع دمار هائل في البنية التحتية المدنية.  وتُصنف حملة القصف الإسرائيلية هذه ضمن الأكثر تدميرًا في التاريخ الحديث،  حيث طال الدمار أو الخراب ما يقارب 70% من مباني قطاع غزة بحلول وقت وقف إطلاق النار. وقد خلّف هذا الدمار الهائل مناطق سكنية مدمرة بالكامل، وأدى إلى نزوح 1.9 مليون شخص. 
أصدرت وزارة الثقافة الفلسطينية تقارير مرحلية عدة حول تأثير الحرب على التراث الثقافي في غزة. ففي تقرير فبراير 2024، أفادت بمقتل 44 شخصًا من العاملين في قطاعي الفنون والثقافة، وتدمير أو تضرر قرابة 200 مبنى تاريخي، بالإضافة إلى 12 متحفًا والعديد من المراكز الثقافية.  كما طال الضرر التراث الثقافي غير المادي من خلال فقدان المراكز التي كانت تحتضن الأنشطة المجتمعية وتدعم الثقافة الغزية.  وعقب وقف إطلاق النار مباشرة في يناير 2025، شرعت الوزارة في عملية تقييم ميداني للأثر. 
من جانبها، تجري منظمة اليونسكو تقييمًا مستمرًا للأضرار، إلا أنه نظرًا لصعوبة الوصول الميداني، لم تتمكن حتى 27 مايو 2025 إلا من التحقق من الأضرار التي لحقت بـ 110 مواقع فقط.  وعلى الصعيد الميداني في غزة، يتولى عالم الآثار الفلسطيني فاضل العطل تنسيق جهود فريق لتوثيق تدمير مواقع التراث الثقافي.  وقد قدّر البنك الدولي قيمة الأضرار التي لحقت بالتراث الثقافي في غزة بأكثر من 300 مليون دولار أمريكي حتى نهاية يناير 2024، وهو ما يمثل جزءًا من إجمالي أضرار البنية التحتية التي بلغت 18 مليار دولار.  وتشير التقديرات إلى أن عملية ترميم جميع المواقع المتضررة قد تستغرق ما يقرب من عقد من الزمان. 

### المتاحف والأرشيفات والمكتبات

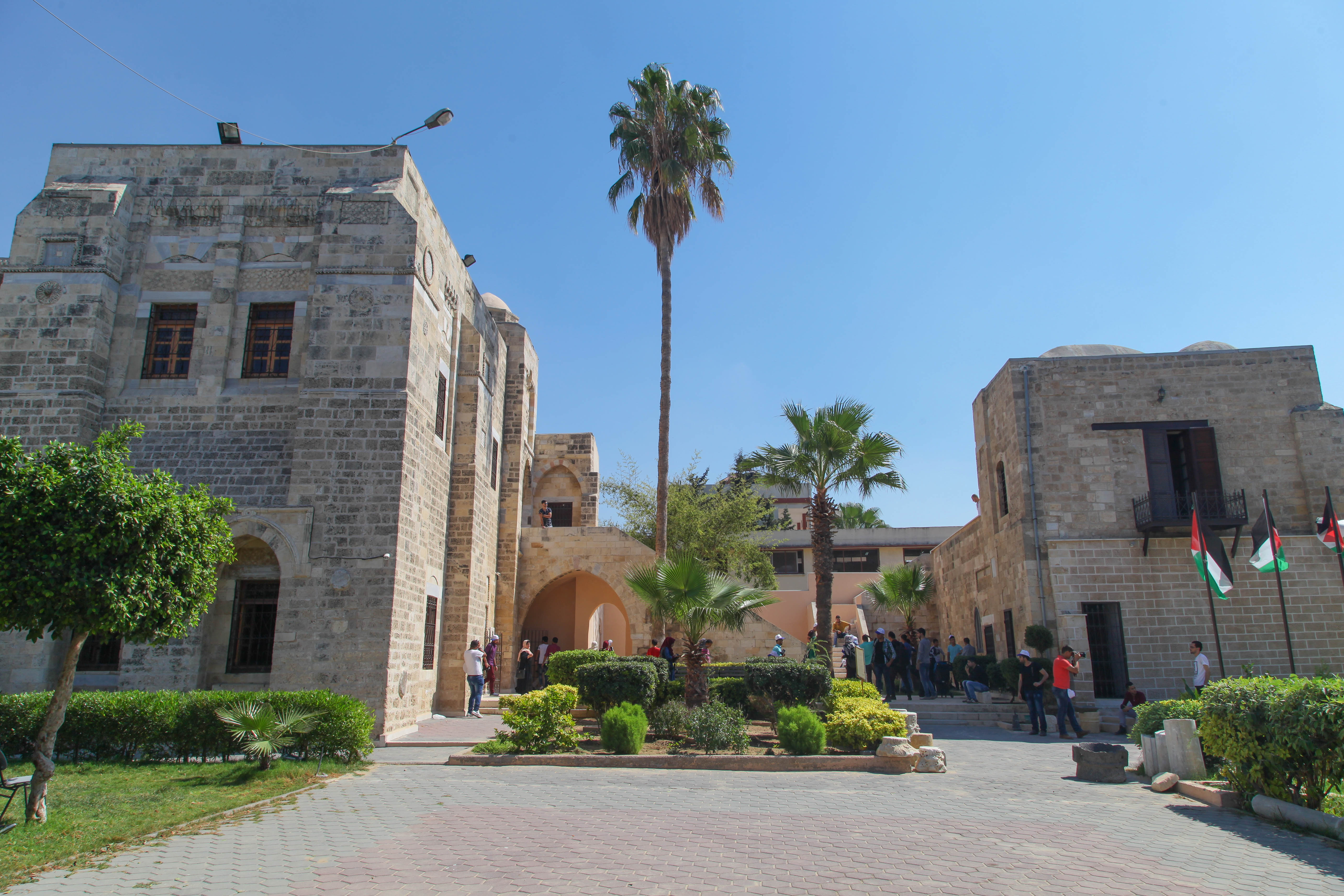
قصفت إسرائيل ودمرت قصر الباشا الذي يعود تاريخه إلى القرن الثالث عشر في البلدة القديمة في غزة (الصورة عام 2016) أثناء الغزو.

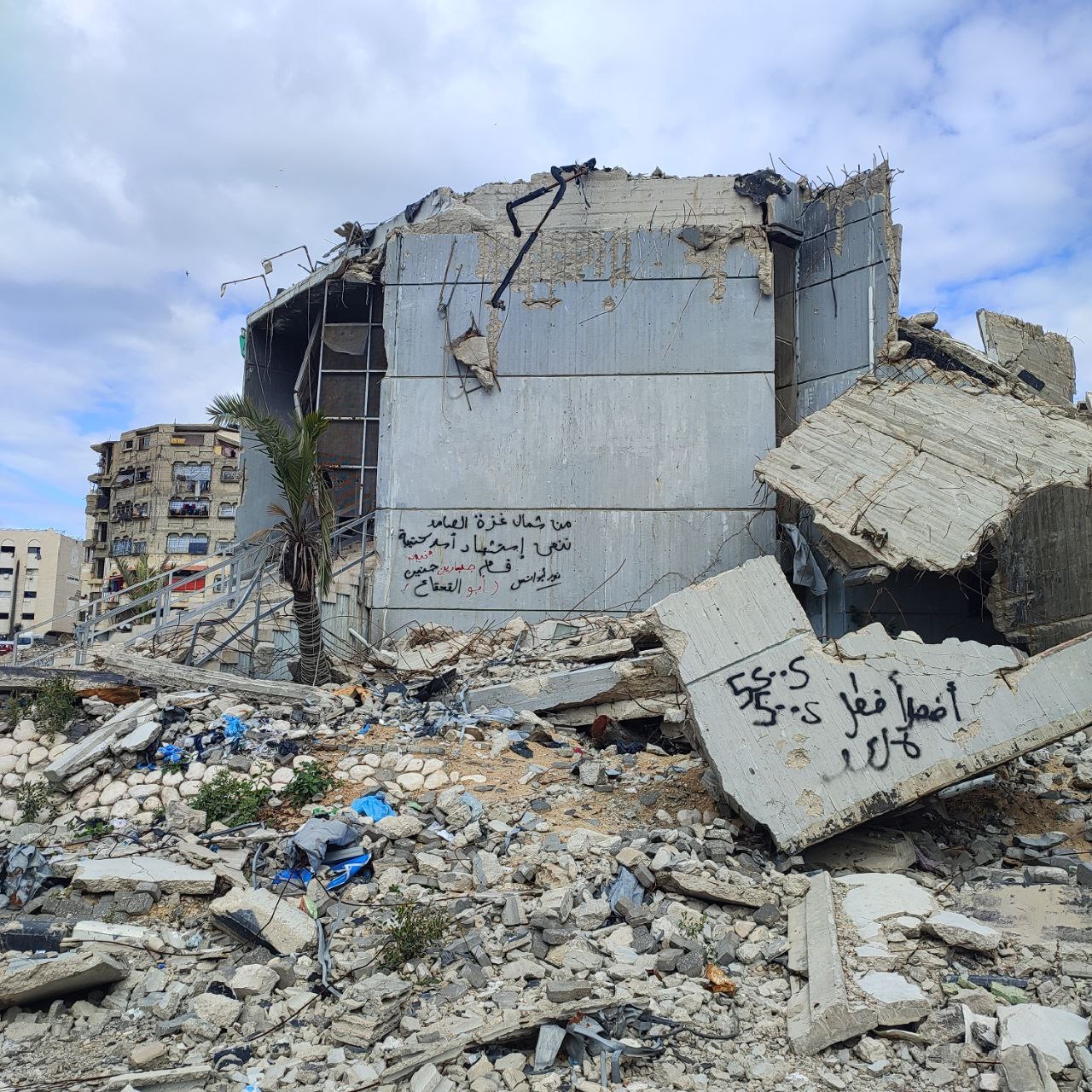
قصفت إسرائيل مركز رشاد الشوا الثقافي في عام 2023.

طال الدمار العديد من المؤسسات الثقافية الحيوية في غزة، والتي شملت، وفقًا لوزارة الثقافة 12 متحفًا.  ففي وقت مبكر من النزاع، دُمر متحف القرارة بالكامل جراء ضربة جوية إسرائيلية.  وفي 25 نوفمبر 2023، طال القصف الإسرائيلي مركز رشاد الشوا الثقافي، الذي لم يكن مجرد صرحٍ يضم مسرحًا ومكتبة تحتوي على عشرات آلاف الكتب، بل كان أيضًا ملجأً لمئات المدنيين.  كما امتدت الأضرار لتشمل مكتبات هامة أخرى، منها مكتبة غزة البلدية، ومكتبة عنايم، ومكتبة النهضة، ومكتبة الشروق الدائم، ومعهد كنعان للتطوير التربوي، حيث تعرضت جميعها للدمار خلال شهري نوفمبر وديسمبر 2023. 
وفي ديسمبر 2023، تعرض أرشيف غزة المركزي، الذي كان يضم آلاف الوثائق التاريخية ذات الأهمية البالغة، للتدمير الكامل جراء القصف الإسرائيلي.  وفي مأساة ثقافية أخرى، دُمرت المكتبة الأثرية في الجامع العمري الكبير، التي كانت تُعد من أهم المكتبات في فلسطين، حيث التهمت النيران مخطوطاتها وكتبها النادرة التي صمدت في وجه الحروب الصليبية والحرب العالمية الأولى.  كذلك، تحول قصر الباشا، وهو صرح يعود للعصور الوسطى وكان يُستخدم كمتحف للآثار، إلى أطلال بعد القصف الإسرائيلي.  وشملت قائمة المتاحف الأخرى التي تعرضت للضرر أو النهب خلال النزاع متحف العقاد في خان يونس ومتحف رفح. 

### المواقع الدينية

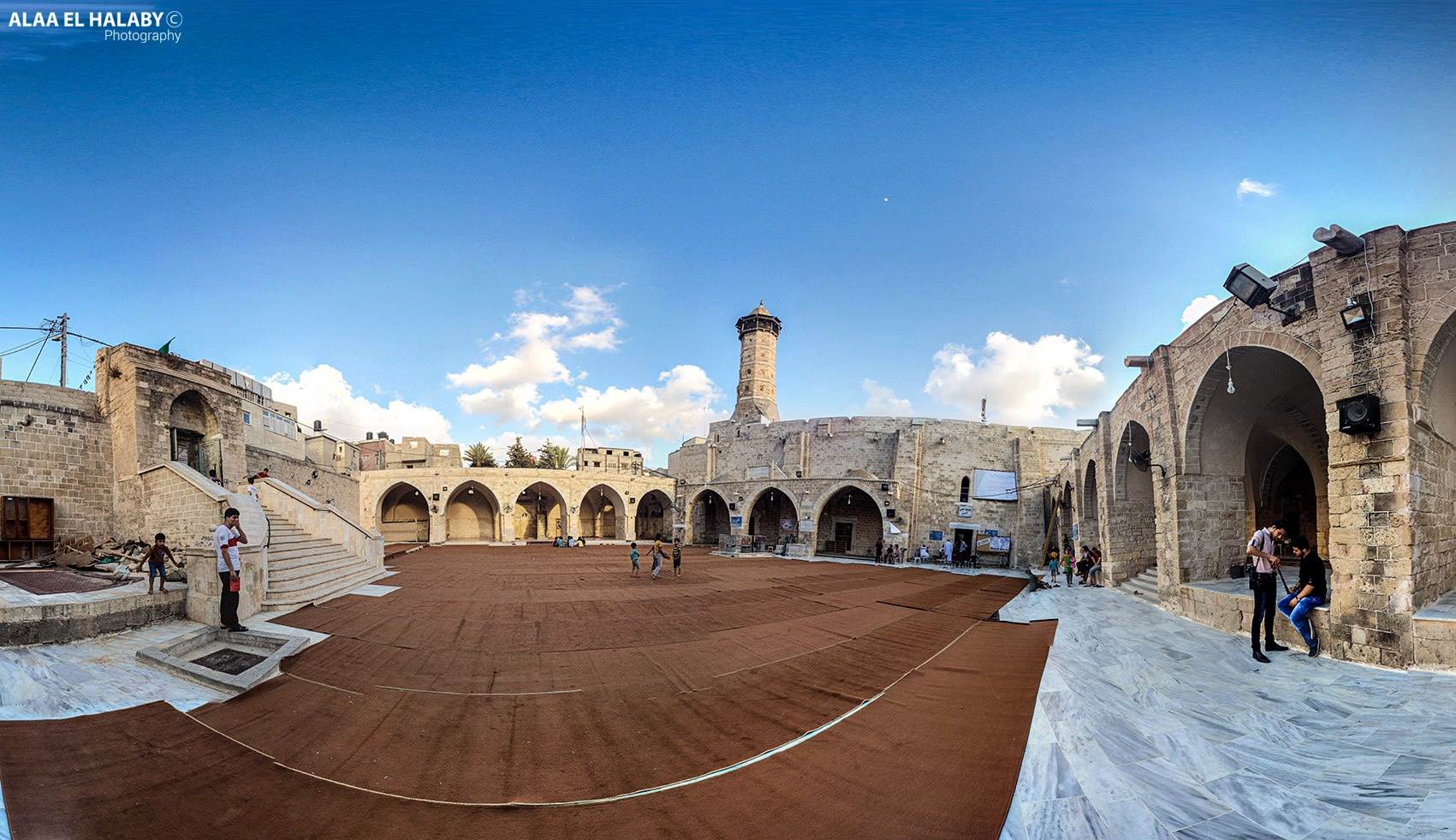
تعرض المسجد العمري الكبير في مدينة غزة (الصورة عام 2015) لقصف جوي إسرائيلي خلال الاجتياح.

في تقرير صادر في فبراير 2025، كشفت وزارة الأوقاف في غزة أن 79% من مساجد القطاع قد دُمرت.  وفي 19 أكتوبر، استهدفت غارة جوية إسرائيلية حرم كنيسة القديس برفيريوس، أقدم كنائس غزة، والتي كان يحتمي بها مئات المدنيين وقت الهجوم، مما أسفر عن مقتل 18 شخصًا، بينهم العديد من الأطفال.  كما كان مسجد السيد هاشم من بين المواقع الدينية التي لحق بها الضرر خلال الأشهر الأولى من النزاع.  أما الجامع العُمري، أقدم مساجد غزة، فقد حولته غارة جوية إسرائيلية في ديسمبر إلى أطلال، ولم يُبقِ منه سوى مئذنته شامخة وسط الركام. 
وفي يوليو 2024، دُمر جامع ابن عثمان، الذي يعود تاريخه إلى القرن الخامس عشر، في حي الشجاعية بغزة بضربة جوية خلال هجوم إسرائيلي على المنطقة.  ووثّقت شبكة الجزيرة الإعلامية في أغسطس وقائع تدمير إضافية، حيث تم نسف المسجد الكبير في خان يونس بالمتفجرات، كما أحرق جنود من جيش الاحتلال الإسرائيلي مصحفًا في مسجد بني صالح شمالي غزة.  وفي تقييمها لهذه الأحداث، توضح باحثة السلام والنزاعات، مريم شاه، الأبعاد العميقة لهذا الاستهداف قائلة: "لقد استهدفت إسرائيل المساجد والكنائس العتيقة، التي تمثل رموزًا ذات أهمية تاريخية ودينية. هذه المواقع تتجاوز كونها مجرد مبانٍ مادية؛ فهي أوعية للإيمان والتقاليد، وصائنة للتراث المعماري المحلي، وشاهدة على التاريخ الطويل من التعايش بين الأديان في غزة". 

### المقابر
في مطلع عام 2024، كشف تحقيقٌ أجرته شبكة سي إن إن، استنادًا إلى صور الأقمار الصناعية، عن تعرض ست عشرة مقبرة في غزة للتدمير والتدنيس. حيث أقدم الجيش الإسرائيلي على تجريف هذه المقابر بالجرافات، ونبش رفات الموتى، بل وتجاوز ذلك في بعض الحالات إلى حد إقامة مواقع عسكرية محصنة فوقها. 

### أماكن التعليم

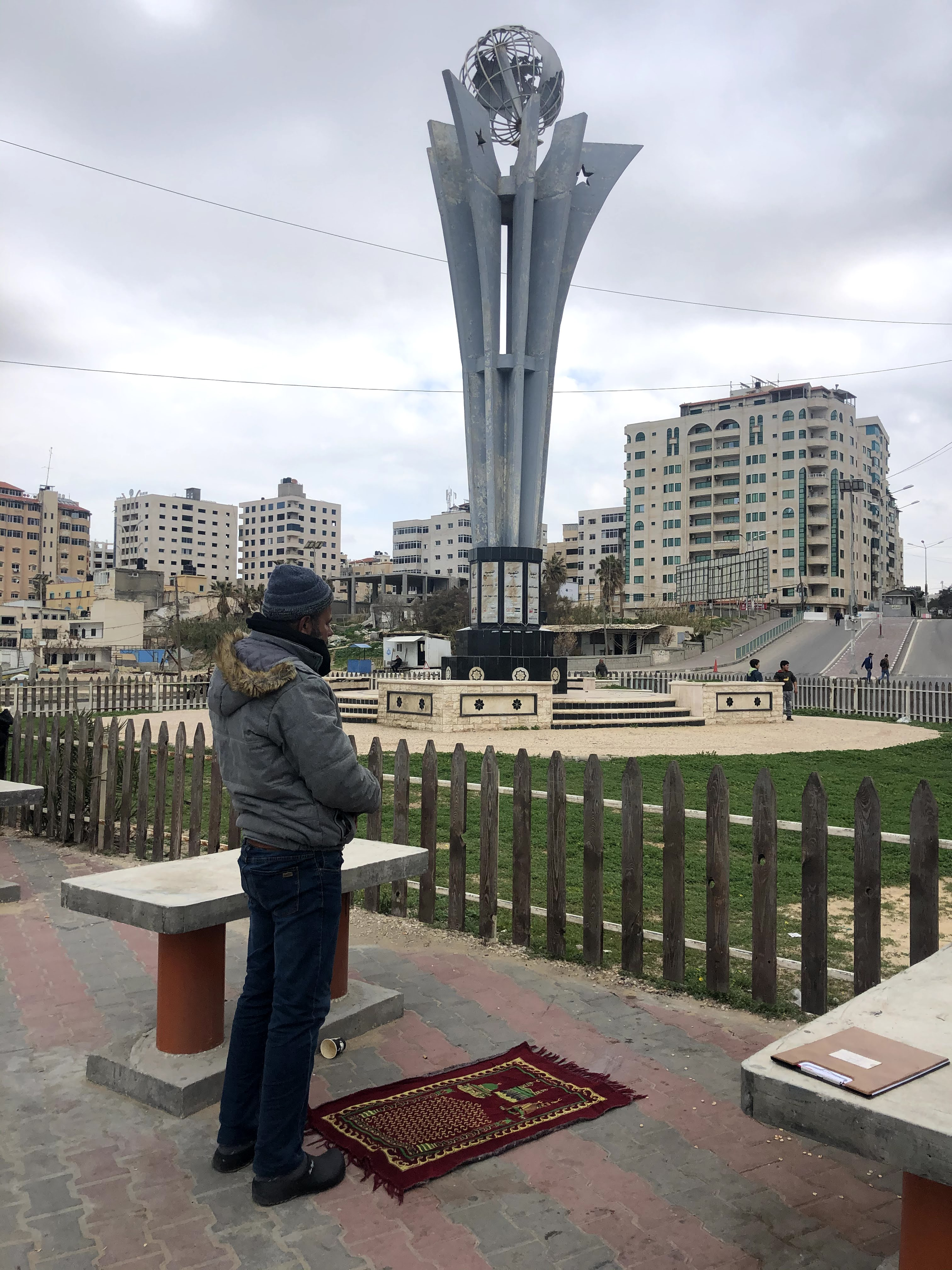
هدم جيش الاحتلال النصب التذكاري لقتلى مجزرة أسطول الحرية في نوفمبر 2023 (الصورة في 2020).

في 17 يناير 2024، أقدم جيش الاحتلال الإسرائيلي على نسف المبنى الرئيسي لجامعة الإسراء بالألغام وتدميره بالكامل.  وقد شمل هذا التدمير مكتبة الجامعة ومتحفها الوطني.  وأعلنت الجامعة أن قوات الاحتلال كانت قد استولت على ما يزيد على 3000 قطعة أثرية نادرة من متحفها قبيل تدمير المبنى.  وفي واقعة أخرى، فتحت الشرطة العسكرية الإسرائيلية في مايو تحقيقًا في مقاطع فيديو أظهرت جنودًا إسرائيليين وهم يحرقون كتبًا، من بينها نسخة من المصحف الشريف في أحد مساجد رفح جنوب القطاع، وكتب أخرى في مكتبة جامعة الأقصى. 

### المواقع الأثرية والثقافية
طال الدمار العديد من المواقع الأثرية خلال الحرب، ورغم أن الحجم الكامل للأضرار لا يزال غير واضح المعالم بسبب استمرار النزاع، إلا أن الأدلة الموثقة تشير إلى خسائر فادحة.  ففي 8 أكتوبر 2023، وثّق الباحثون أضرارًا صاروخية لحقت بالمقبرة الرومانية المعروفة باسم "أرض المحاربين"، وهو موقع أثري كان قد اكتُشف عام 2022. كما دُمر ميناء الأنثيدون القديم بالكامل.  وقد أثبت تحليل "مشروع غزة للآثار البحرية" للصور الجوية أن مواقع أثرية هامة مثل تل العجول وميناء ميومة قد تعرضت لأضرار من الغارات الجوية بحلول نوفمبر.  وفي الشهر نفسه، أفاد المجلس الدولي للمواقع والمعالم في فلسطين بأن القوات الجوية الإسرائيلية دمرت سوق الزاوية التاريخي.  كذلك، تضرر بفعل القصف كل من تل السكن الأثري، وهو مستوطنة من العصر البرونزي جنوب مدينة غزة، وتل الرقيش، وهو موقع محصن من العصر الحديدي بالقرب من دير البلح. 
وفي نوفمبر 2023، أقدم جيش الاحتلال الإسرائيلي على هدم نصب مرمرة التذكاري، الذي أقيم تخليدًا لذكرى ضحايا مجزرة أسطول الحرية عام 2010.  كما دُمر حمام السمرة التاريخي في حي الزيتون بالبلدة القديمة في ديسمبر 2023.  أما سوق الذهب، المعروف أيضًا بسوق القيسارية، فقد دُمر في ديسمبر بالتزامن مع تدمير الجامع العمري المجاور،  ليتعرض لاحقًا لأضرار إضافية في يوليو 2024.  وفي مارس 2024، لحق الدمار بمركز شبابيك للفن المعاصر، الذي كان يضم مجموعة فنية تقدر بـ 20,000 عمل، حيث دُمر خلال حصار مستشفى الشفاء القريب. 

## قائمة اليونسكو للمواقع المتضررة
مُلخص اليونسكو للمواقع الثقافية المتضررة أو المدمرة التي تم التحقق منها والبالغ عددها 110 مواقع حتى 28 مايو 2025 مبين أدناه:
| الموقع                                           | الموقع                                               | المكان            | المكان           | الفئة                              |
| الاسم                                            | تاريخ البناء                                         | المكان            | المحافظة         | الفئة                              |
| ------------------------------------------------ | ---------------------------------------------------- | ----------------- | ---------------- | ---------------------------------- |
| ميناء البلاخية                                   | 800 قبل الميلاد                                      | غزة               | محافظة غزة       | موقع أثري                          |
| جامع ابن عثمان (غزة)                             | 1399/1400                                            | غزة               | محافظة غزة       | مبنى ديني                          |
| مركز رشاد الشوا الثقافي                          | 1985                                                 | غزة               | محافظة غزة       | متحف                               |
| المسجد العمري الكبير (غزة)                       | القرن الثاني عشر (استبدال مسجد مدمر من القرن السابع) | غزة               | محافظة غزة       | مبنى ديني                          |
| قبة دار السعادة ومركز المخطوطات                  |                                                      | غزة               | محافظة غزة       |                                    |
| قصر الباشا                                       | 1260–1277                                            | غزة               | محافظة غزة       |                                    |
| مسجد زوفور دومري                                 |                                                      | غزة               | محافظة غزة       | مبنى ديني                          |
| بيت السقا                                        | 1661                                                 | غزة               | محافظة غزة       |                                    |
| سوباط العلمي                                     |                                                      | غزة               | محافظة غزة       |                                    |
| سوق الذهب                                        | القرن الرابع عشر                                     | غزة               | محافظة غزة       |                                    |
| مقبرة الإنجليز في غزة                            | 1920                                                 | غزة               | محافظة غزة       |                                    |
| حمام السمرة                                      | ربما القرن الثالث عشر                                | غزة               | محافظة غزة       |                                    |
| بيت خضر ترزي                                     |                                                      | غزة               | محافظة غزة       |                                    |
| فندق المتحف                                      |                                                      | مخيم الشاطئ       | محافظة غزة       | مستودع الممتلكات الثقافية المنقولة |
| منشأة تخزين وزارة السياحة والآثار                |                                                      | الشيخ رضوان (غزة) | محافظة غزة       | مستودع الممتلكات الثقافية المنقولة |
| مقبرة أرض المحاربين                              | القرن الأول قبل الميلاد                              | غزة               | محافظة غزة       |                                    |
| بيت الغصين/معهد جوته                             | حوالي عام 1800                                       | غزة               | محافظة غزة       |                                    |
| كنيسة القديس برفيريوس                            | 407 (أعيد بناؤه في القرن الثاني عشر)                 | غزة               | محافظة غزة       | مبنى ديني                          |
| سبيل الرفاعية                                    |                                                      | غزة               | محافظة غزة       |                                    |
| بيت هات هات                                      |                                                      | غزة               | محافظة غزة       |                                    |
| مبنى بلدية غزة التاريخي في ميدان فلسطين "الساحة" |                                                      | غزة               | محافظة غزة       |                                    |
| مسجد علي بن مروان                                | القرن الرابع عشر                                     | غزة               | محافظة غزة       | مبنى ديني                          |
| مسجد الشيخ زكريا                                 |                                                      | غزة               | محافظة غزة       | مبنى ديني                          |
| مسجد المحكمة في غزة                              | 1455                                                 | غزة               | محافظة غزة       | مبنى ديني                          |
| مسجد المغربي                                     |                                                      | غزة               | محافظة غزة       | مبنى ديني                          |
| منزل راغب العلمي                                 |                                                      | غزة               | محافظة غزة       |                                    |
| منزل هاني سابا                                   |                                                      | غزة               | محافظة غزة       |                                    |
| مسجد ست رقية                                     |                                                      | غزة               | محافظة غزة       | مبنى ديني                          |
| منزل أحمد بسيسو                                  |                                                      | غزة               | محافظة غزة       |                                    |
| منزل عيد البلتاجي                                |                                                      | غزة               | محافظة غزة       |                                    |
| منزل عبد القادر بسيسو                            |                                                      | غزة               | محافظة غزة       |                                    |
| منزل سارة الحتو                                  |                                                      | غزة               | محافظة غزة       |                                    |
| منزل الشوا                                       |                                                      | غزة               | محافظة غزة       | معلم معماري ذو أهمية محلية         |
| نصب الجندي المجهول                               | 1949                                                 | غزة               | محافظة غزة       |                                    |
| رياض القيشاوي (بيت ستي)                          |                                                      | غزة               | محافظة غزة       |                                    |
| مبنى بلدية غزة بشارع عمر المختار                 |                                                      | غزة               | محافظة غزة       | معلم معماري ذو أهمية محلية         |
| مبنى سينما النصر                                 |                                                      | غزة               | محافظة غزة       | معلم معماري ذو أهمية محلية         |
| مبنى سينما السامر                                |                                                      | غزة               | محافظة غزة       | معلم معماري ذو أهمية محلية         |
| بشير الريس                                       |                                                      | غزة               | محافظة غزة       | معلم معماري ذو أهمية محلية         |
| جلال الغلاييني                                   |                                                      | غزة               | محافظة غزة       |                                    |
| منزل أبو رمضان                                   |                                                      | غزة               | محافظة غزة       |                                    |
| منزل القرم                                       |                                                      | غزة               | محافظة غزة       |                                    |
| محل الريس                                        |                                                      | غزة               | محافظة غزة       | معلم معماري ذو أهمية محلية         |
| إنتاجات مسرح اليوم                               |                                                      | غزة               | محافظة غزة       |                                    |
| جمعية أطفالنا للصم                               |                                                      | غزة               | محافظة غزة       |                                    |
| استوديو شبابيك                                   |                                                      | غزة               | محافظة غزة       |                                    |
| المعهد الفلسطيني للموسيقى                        |                                                      | غزة               | محافظة غزة       |                                    |
| المدرسة الفرنسية للكتاب المقدس والآثار           |                                                      | غزة               | محافظة غزة       | مستودع الممتلكات الثقافية المنقولة |
| تل العجول                                        | ق. 2000–1500 قبل الميلاد                             | المغراقة          | محافظة غزة       | موقع أثري                          |
| بيت محفوظ شحيبر                                  |                                                      | غزة               | محافظة غزة       |                                    |
| مرقد علي بن مروان                                |                                                      | غزة               | محافظة غزة       | مبنى ديني                          |
| البيت الوهيدي (جمعية بسمة)                       |                                                      | غزة               | محافظة غزة       |                                    |
| تل السكن الأثري (غزة)                            | 3300 قبل الميلاد                                     | الزهراء (غزة)     | محافظة غزة       | موقع أثري                          |
| منزل عمر شخصة                                    |                                                      | غزة               | محافظة غزة       |                                    |
| مقام علي أبو الكاس                               |                                                      | غزة               | محافظة غزة       | مبنى ديني                          |
| تل المنطار                                       |                                                      | غزة               | محافظة غزة       |                                    |
| منزل موريس شحيبر                                 |                                                      | غزة               | محافظة غزة       |                                    |
| محلات خليل الحليمي                               |                                                      | غزة               | محافظة غزة       | معلم معماري ذو أهمية محلية         |
| منزل صالح جعرور                                  |                                                      | غزة               | محافظة غزة       |                                    |
| منزل عبد الحميد الشيخ                            |                                                      | غزة               | محافظة غزة       |                                    |
| منزل عايش العرير                                 |                                                      | غزة               | محافظة غزة       |                                    |
| منزل الشيخ ديب                                   |                                                      | غزة               | محافظة غزة       |                                    |
| محل الغصين                                       |                                                      | غزة               | محافظة غزة       | معلم معماري ذو أهمية محلية         |
| محل هاشم أبو جراد                                |                                                      | غزة               | محافظة غزة       | معلم معماري ذو أهمية محلية         |
| منزل جحشن                                        |                                                      | غزة               | محافظة غزة       |                                    |
| منزل عبد المطلب الغصين                           |                                                      | غزة               | محافظة غزة       |                                    |
| محلات أبو كمال صهيون                             |                                                      | غزة               | محافظة غزة       | معلم معماري ذو أهمية محلية         |
| محلات حنا المعصراني                              |                                                      | غزة               | محافظة غزة       | معلم معماري ذو أهمية محلية         |
| محل حبيب الكباريتي                               |                                                      | غزة               | محافظة غزة       | معلم معماري ذو أهمية محلية         |
| محل أبو محمد سكيك – أوقاف                        |                                                      | غزة               | محافظة غزة       | معلم معماري ذو أهمية محلية         |
| منزل رمضان البرنو                                |                                                      | غزة               | محافظة غزة       |                                    |
| مخزن عبد المعطي المشهراوي                        |                                                      | غزة               | محافظة غزة       |                                    |
| منزل عوني بسيسو                                  |                                                      | غزة               | محافظة غزة       |                                    |
| مقام الحسيني                                     |                                                      | غزة               | محافظة غزة       |                                    |
| منزل فتحي جرادة                                  |                                                      | غزة               | محافظة غزة       |                                    |
| عبد الحميد الدراوي                               |                                                      | غزة               | محافظة غزة       |                                    |
| مقام أبو العزم                                   |                                                      | غزة               | محافظة غزة       |                                    |
| أحمد المشهراوي                                   |                                                      | غزة               | محافظة غزة       |                                    |
| الجارو                                           |                                                      | غزة               | محافظة غزة       |                                    |
| سعيد عبد الحي الحسيني                            |                                                      | غزة               | محافظة غزة       |                                    |
| محمد إسحاق عبدو                                  |                                                      | غزة               | محافظة غزة       |                                    |
| محمود خليل لولو                                  |                                                      | غزة               | محافظة غزة       |                                    |
| مسجد الشيخ شعبان                                 |                                                      | غزة               | محافظة غزة       |                                    |
| صالح صلوحة                                       |                                                      | غزة               | محافظة غزة       |                                    |
| موسى الريس                                       |                                                      | غزة               | محافظة غزة       |                                    |
| وداد السقا                                       |                                                      | غزة               | محافظة غزة       |                                    |
| بدوي الخضري                                      |                                                      | غزة               | محافظة غزة       |                                    |
| منزل أبو شنب (خليل الشوا)                        |                                                      | غزة               | محافظة غزة       |                                    |
| منزل خليل الشوا                                  |                                                      | غزة               | محافظة غزة       |                                    |
| ديوان القنيطة                                    |                                                      | غزة               | محافظة غزة       |                                    |
| المدان                                           |                                                      | غزة               | محافظة غزة       |                                    |
| خان أبو شعبان                                    |                                                      | غزة               | محافظة غزة       |                                    |
| مسجد زاوية الهنود                                |                                                      | غزة               | محافظة غزة       |                                    |
| مخزن أوقاف: مخزن جمال خلف                        |                                                      | غزة               | محافظة غزة       |                                    |
| أبو ماهر حلس وصلاح حرارة                         |                                                      | غزة               | محافظة غزة       |                                    |
| مبنى الطوارئ في المستشفى الأهلي العربي           |                                                      | غزة               | محافظة غزة       | معلم معماري ذو أهمية محلية         |
| مبنى الطوارئ في المستشفى الأهلي العربي           |                                                      | غزة               | محافظة غزة       | معلم معماري ذو أهمية محلية         |
| منزل عثمان الطباع                                |                                                      | غزة               | محافظة غزة       |                                    |
| محلات البكري                                     |                                                      | غزة               | محافظة غزة       |                                    |
| مخزن أوقاف: مخزن خميس أبو جراد                   |                                                      | غزة               | محافظة غزة       |                                    |
| مبنى العلاج الطبيعي                              |                                                      | غزة               | محافظة غزة       | معلم معماري ذو أهمية محلية         |
| مبنى التخزين                                     |                                                      | غزة               | محافظة غزة       | معلم معماري ذو أهمية محلية         |
| منزل رمضان خليل سمامة                            |                                                      | غزة               | محافظة غزة       |                                    |
| المسجد العمري القديم                             |                                                      | جباليا            | محافظة شمال غزة  | مبنى ديني                          |
| الكنيسة البيزنطية                                |                                                      | جباليا            | محافظة شمال غزة  | موقع أثري                          |
| تل رفح                                           |                                                      | رفح               | محافظة رفح       | موقع أثري                          |
| مقبرة دير البلح الحربية                          | 1917                                                 | الزوايدة          | محافظة دير البلح |                                    |
| فسيفساء البريج                                   | القرن الخامس إلى السابع                              | مخيم البريج       | محافظة دير البلح | موقع أثري                          |
| قلعة برقوق                                       | 1387                                                 | خان يونس          | محافظة خان يونس  | موقع أثري                          |

## قائمة الاستهداف
تشمل هذه القائمة أسماء المبدعين والمراكز الثقافية والمكتبات التي دُمرت حتى تاريخ 7 نوفمبر 2023:
| الرقم | الإسم                   | الوصف                           | تاريخ الإستشهاد | ملاحظات |
| ----- | ----------------------- | ------------------------------- | --------------- | ------- |
| 1     | عمر أبو شاويش           | شاعر وناشط مجتمعي               | 7 أكتوبر        | 36 عام  |
| 2     | سعيد الدهشان            | كاتب وخبير في القانون الدولي    | 11 أكتوبر       |         |
| 3     | مهند الآغا              | خطاط                            | 12 أكتوبر       | 30 عام  |
| 4     | هبة زقوت                | فنانة تشكيلية ومعلمة فنون جميلة | 13 أكتوبر       | 39 عام  |
| 5     | علي نسمان               | فنان ومؤثر إعلامي               | 13 أكتوبر       | 38 عام  |
| 6     | عبد الله العقاد         | كاتب                            | 16 أكتوبر       |         |
| 7     | جهاد المصري             | مؤرخ ودكتور جامعي               | 17 أكتوبر       | 60 عام  |
| 8     | محمود الجبيري (النبطشي) | فنان شعبي                       | منتصف أكتوبر    |         |
| 9     | محمد قريقع              | فنان ورسام                      | 18 أكتوبر       | 24 عام  |
| 10    | هبة أبو ندى             | كاتبة وشاعرة                    | 20 اكتوبر       | 24 عام  |
| 11    | مروان ترزي              | مصور                            | 20 أكتوبر       |         |
| 12    | تالا بعلوشة             | عضو في فرقة أصايل وطن           | 22 أكتوبر       | 17 عام  |
| 13    | عبد الكريم حشاش         | كاتب وسادن التراث الفلسطيني     | 23 أكتوبر       | 76 عام  |
| 14    | شام أبو عبيد            | مشاركة في فرقة تشامبيونز للدبكة | 26 أكتوبر       | 8 سنوات |
| 15    | ليلى الأطرش             | مشاركة في فرقة تشامبيونز للدبكة | 26 أكتوبر       | 8 سنوات |
| 16    | نسمة أبو شعيرة          | فنانة تشكيلية                   | 28 أكتوبر       | 36 عام  |
| 17    | حليمة الكحلوت           | فنانة تشكيلية                   | 30 أكتوبر       | 29 عام  |
| 18    | إيناس السقا             | فنانة مسرحية                    | 31 أكتوبر       | 53 عام  |
| 19    | يوسف دَواس               | كاتب وفنان                      | 14 أكتوبر       |         |
| 20    | طارق ضبان               | فنان                            | 4 نوفمبر        |         |
| 21    | إيمان أبو سَعيد          | منسقة مشاريع في مؤسسة تامر      | 6 نوفمبر        |         |
| 22    | شحدة البهبهاني          | شاعر                            | 6 نوفمبر        | 73 عام  |
| 23    | بلال جاد الله           | مدير بيت الصحافة                | 19 نوفمبر       | 45 عام  |
| 24    | مصطفى الصواف            | كاتب وصحفي                      | منتصف نوفمبر    | 68 عام  |
| 25    | لبنى عليان              | طالبة كمنجة في معهد إدوارد سعيد | 21 نوفمبر       | 15 عام  |
| 26    | ثائر الطويل             | فنان تشكيلي                     | 23 نوفمبر       | 43 عام  |
| 27    | سفيان تايه              | رئيس الجامعة الإسلامية          | 2 ديسمبر        | 52 عام  |
| 28    | نور الدين حجاج          | شاعر وكاتب                      | 3 ديسمبر        |         |
| 29    | رفعت العرعير            | أكاديمي وكاتب                   | 7 ديسمبر        | 44 عام  |
| 30    | سليم النفار             | كاتب وروائي                     | 7 ديسمبر        | 60 عام  |
| 31    | غازي طالب               | حكواتي ومصور                    | 10 ديسمبر       |         |
| 32    | محمد أبو ناجي           | فنان                            | 10 ديسمبر       |         |

المؤسسات العاملة بالقطاع الثقافي والتي تم تدميرها:
- مكتبة الشروق ومكتبة سمير منصور، استُهدِفتا في 10 أكتوبر مما أدى إلى تدميرهما بشكل كبير.
- متحف القرارة، استُهدِف في 14 أكتوبر مما أد إلى تدميره بشكل كبير.
- مكتبة لُبد، استُهدِفت في 28 أكتوبر مما أدى إلى تدميرها بشكل كامل.
- المركز الثقافي الأرثوذكسي، استُهدِف في 31 أكتوبر مما أدى إلى تضرر كبير في المبنى.
- مركز جمعية أبناؤنا للتنمية، حي الرمال.
- جمعية مركز غزة للثقافة والفنون، حي الرمال.
- جمعية ميلاد، مخيم جباليا.
- المركز الثقافي الإجتماعي العربي، حي تل الهوا.
- جمعية حكاوي للمسرح.
- بيت السقا الأثري. استهدف في 10 نوفمبر مما أدى إلى تدميره.
- المكتبة العامة لبلدية غزة، احترق وتدمر المبنى بالكامل.
- مركز رشاد الشوا، دُمر المبنى بالكامل.
- هيئة دار الشباب للثقافة والتنمية، تهدم الطابق الثالث وتضررت الطوابق الأخرى.
- مؤسسة السنونو للفنون والثقافة في حي الرمال.
- محترف شبابيك.
- قرية الفنون والحرف.
- مسرح الوداد وجمعية وداد للتأهيل المجتمعي.
- مركز إسعاد الطفولة.
- جمعية البيادر للمسرح والفنون.
- جاليري التقاء الفنون البصرية المعاصرة.
- سوق الزاوية التاريخي.
- مركز القطان الثقافي في غزة.

## الاستجابة الدولية

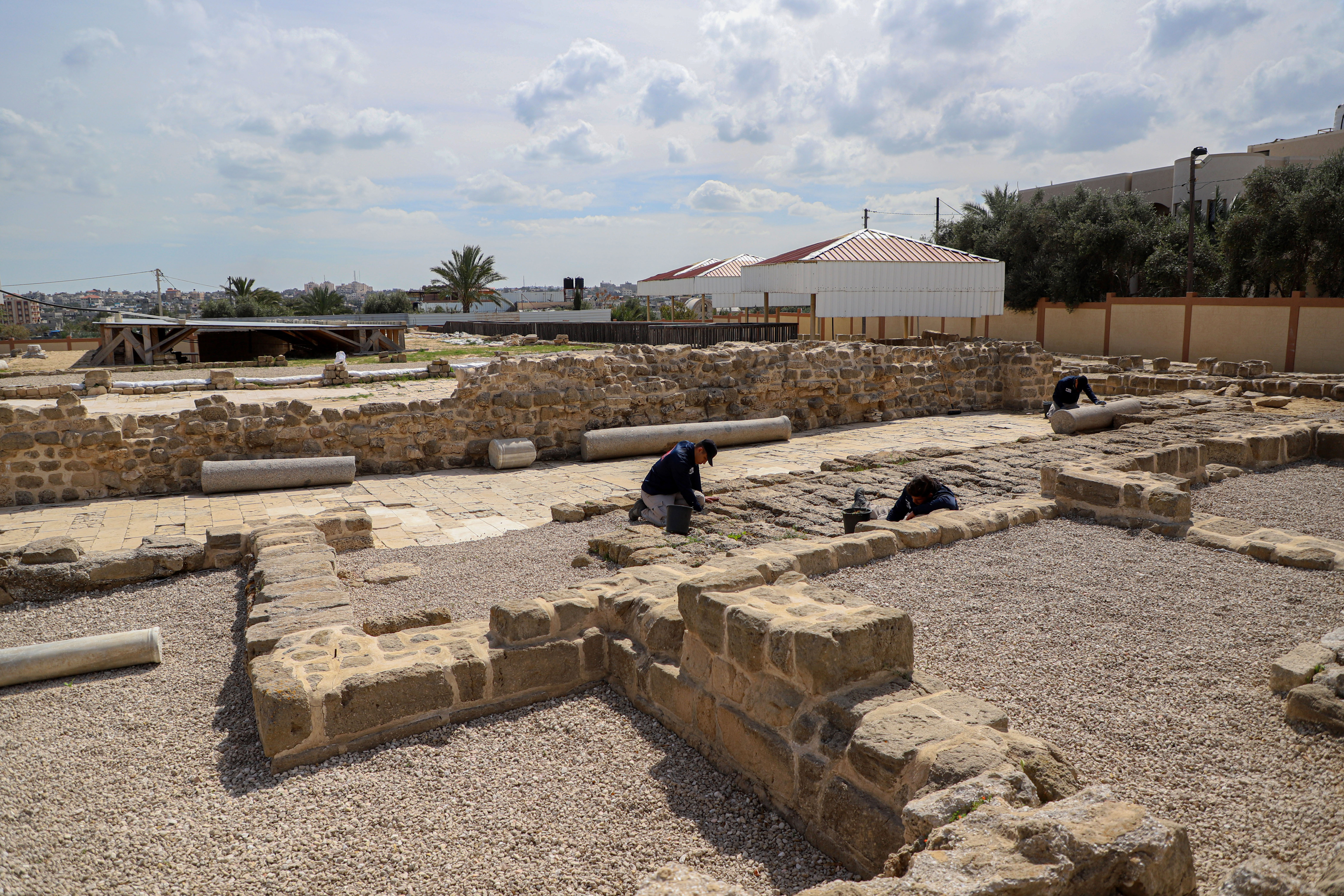
في يوليو 2024، أُدرج دير القديس هيلاريون، الذي تُظهر صورته أعمال التنقيب فيه عام 2023، ضمن قائمة مواقع التراث العالمي لليونسكو.

بتاريخ 14 ديسمبر 2023، قررت منظمة اليونسكو منح "حماية معززة مؤقتة" لدير القديس هيلاريون، الذي يُعد واحدًا من أقدم الأديرة في منطقة الشرق الأوسط. وفي سياق إعلانها هذا، شددت اليونسكو على ضرورة حماية مواقع التراث الثقافي أثناء النزاعات المسلحة، وأشارت في بيانها إلى أنه "في حين تُعطى الأولوية، وبحق، للوضع الإنساني، فإنه يتعين كذلك إيلاء الاعتبار لحماية التراث الثقافي بجميع أشكاله. ... وينبغي عدم استهداف الممتلكات الثقافية أو توظيفها لأغراض عسكرية، باعتبارها بنية تحتية مدنية".  وتواصل المنظمة إجراء دراسات تقييمية للأضرار اللاحقة بمواقع التراث الثقافي، وذلك بالاعتماد على تقنيات المراقبة عن بعد.  وخلال دورتها اللاحقة المنعقدة في شهر يوليو (من العام التالي)، أدرجت اليونسكو "دير القديس هيلاريون" على قائمة التراث العالمي، وفي الوقت ذاته، تم تصنيفه ضمن قائمة مواقع التراث العالمي المهددة بالخطر جراء النزاع الدائر. 
وفي شهر ديسمبر من عام 2023، تقدمت جمهورية جنوب إفريقيا بدعوى قضائية أمام محكمة العدل الدولية، اتهمت فيها إسرائيل بارتكاب جريمة الإبادة الجماعية بحق الشعب الفلسطيني، مستشهدةً من بين أدلتها بتدمير ممنهج للتراث الثقافي.  وقد وصفت عدة جهات هذا التدمير الممنهج لمواقع التراث الثقافي بأنه يرقى إلى مستوى الإبادة الثقافية،  كما ربطت بينه وبين ممارسات ما يُعرف بالإبادة الحضرية في قطاع غزة.  من جانبها، نفت إسرائيل هذه الاتهامات، مؤكدةً أن حملتها العسكرية تقتصر على استهداف المواقع ذات الطبيعة العسكرية. 
أطلق المرصد الأورومتوسطي لحقوق الإنسان حملة لجمع التوقيعات على عريضة تطالب بمقاطعة المؤسسات الأكاديمية الإسرائيلية، وذلك ردًا على تدمير البنى التحتية التعليمية والتراث الثقافي في قطاع غزة، واستهداف الطلاب والكوادر التعليمية بالقتل. وقد حظيت هذه العريضة بتأييد ما يزيد على 100 شخصية أكاديمية أوروبية.  وفي سياق متصل، وقّع 1600 أكاديمي من جامعات أمريكا الشمالية على رسالة مفتوحة تندد بما وصفوه بـ"الإبادة التعليمية" في غزة، بالإضافة إلى تدمير معالم التراث الثقافي.  كما صوت أعضاء الجمعية التاريخية الأمريكية لصالح قرار يدين ممارسات إسرائيل في قطاع غزة، وما نتج عنها من "إبادة تعليمية" وتدمير للمكتبات ودور المحفوظات. 
ووجه موظفون في متحف المتروبوليتان للفنون بمدينة نيويورك رسالة مفتوحة إلى المدير التنفيذي للمتحف، حثوه فيها على إصدار بيان رسمي يستنكر تدمير التراث في قطاع غزة، مؤكدين أن مثل هذا الموقف ينسجم مع البيانات العلنية التي أصدرها المتحف خلال نزاعات سابقة عرضت الموروث الثقافي للخطر.  وبالمثل، دعت مجموعة مؤلفة من 500 ناشر، تنشط تحت اسم "ناشرون من أجل فلسطين"، إدارة معرض فرانكفورت الدولي للكتاب (الذي عُقد في أكتوبر 2024) إلى إدانة الهجوم على قطاع غزة، وقطع العلاقات مع "الناشرين الإسرائيليين المتواطئين" في هذه الانتهاكات. 
أصدر صندوق استكشاف فلسطين بيانًا أدان فيه الدمار الذي لحق بقطاع غزة، إلى جانب إدانته لهجوم حركة حماس الذي وقع في السابع من أكتوبر. كما أكد الصندوق في بيانه التزامه بعدم تمويل أو نشر أي أبحاث تتعلق بمواد أثرية أو ثقافية أُخرجت بشكل غير قانوني من فلسطين.  وفي سياقات مماثلة، صدرت إدانات لتدمير التراث الفلسطيني عن كل من معهد الحفاظ، وجمعية دراسات الشرق الأوسط، ومؤسسة المكتبات العامة الإيرانية.  فيما أعربت منظمة القلم الأمريكية عن "قلقها البالغ وأسفها العميق لفقدان هذه المؤسسات الثقافية وما تمثله من قيمة رمزية وتاريخية". 
وفي تعليق لمجموعة من خبراء الأمم المتحدة بشأن تدمير التراث الثقافي، حذروا من أن "أسس المجتمع الفلسطيني آخذة في التحول إلى ركام، وأن تاريخهم يتعرض للمحو الممنهج".  ويرى السيد محمود هواري، المدير السابق للمتحف الفلسطيني، أن التدمير الممنهج للتراث الثقافي الفلسطيني "يكشف عن نية مبيتة لدى القيادة السياسية والعسكرية الإسرائيلية لتدمير الشعب الفلسطيني وطمس هويته الثقافية".  من جهته، وصف مجلس العلاقات الأمريكية الإسلامية (كير) هذا التدمير بأنه عمل متعمد ودليل قاطع على أن "حكومة الفصل العنصري الإسرائيلية تسعى جاهدة للقضاء على الوجود الفلسطيني في كل من قطاع غزة والضفة الغربية". 
وقد أسفر تدمير المقتنيات المادية والأخطار المحدقة بها عن تكثيف الجهود الرامية إلى رقمنة الأعمال الفنية والتراثية.  وفي إطار دعم جهود الحفظ والتوثيق المادي للتراث، أطلقت مؤسسة أليف، بالتعاون مع مركز رواق للتراث المعماري في الضفة الغربية، مشروعًا بتكلفة مليون دولار أمريكي. يهدف هذا المشروع إلى تقييم تداعيات الحرب على المواقع التاريخية في قطاع غزة، وتأهيل كوادر محلية للقيام بأعمال التوثيق وحماية التراث المهدد بالاندثار. وبحلول شهر سبتمبر من عام 2024، شملت عمليات التقييم الجارية مواقع أثرية بارزة، من بينها المسجد العمري الكبير في غزة، وبيت السقا، وفناء تاريخي يُعرف بدار فرح. 
وخلال فترة النزاع، شهدت عدة مدن أوروبية إقامة معارض خاصة عرضت مكتشفات أثرية هامة من قطاع غزة. وكان قسم من هذه المعروضات يضم قطعًا أثرية تم التنقيب عنها خلال تسعينيات القرن الماضي، وشُحنت إلى العاصمة الفرنسية باريس بغرض عرضها عام 2000. غير أنه تعذر إعادتها آنذاك بسبب اندلاع الانتفاضة الثانية، فنُقلت تلك القطع لاحقًا إلى مدينة جنيف السويسرية، حيث ظلت محفوظة حتى عام 2024. وفي الفترة الممتدة من أكتوبر 2024 حتى فبراير 2025، نظم متحف الفن والتاريخ في جنيف معرضًا ضم 44 قطعة أثرية من غزة، حمل عنوان "التراث في خطر". وتزامن هذا المعرض مع إحياء الذكرى السبعين لاتفاقية لاهاي المتعلقة بحماية الممتلكات الثقافية في حالة النزاع المسلح.  وقد تم هذا التنسيق بالتعاون مع معهد العالم العربي في باريس، الذي استضاف بدوره معرضًا لـ 130 قطعة أثرية من غزة، في الفترة الممتدة من أبريل حتى نوفمبر، تحت عنوان "كنوز أُنقذت من غزة: 5000 عام من التاريخ". 
ويقوم الصندوق العالمي للآثار والتراث بإصدار قائمة كل سنتين تسلط الضوء على المواقع التاريخية المهددة بالخطر حول العالم، وذلك بهدف رفع مستوى الوعي بأوضاعها الحرجة. وقد أُدرج النسيج الحضري التاريخي لمدينة غزة ضمن قائمة المواقع الخمسة والعشرين المهددة لعام 2025 التي أصدرها الصندوق.  وفي سياق متصل، دعا مؤسس منظمة مؤسسة الحق، وهي منظمة غير حكومية معنية بحقوق الإنسان، إلى ضرورة إعادة إعمار المواقع الثقافية في قطاع غزة، معتبرًا ذلك ردًا عمليًا على المقترح المحتمل لدونالد ترامب بشأن استيلاء الولايات المتحدة على القطاع. 

## طالع أيضًا
- إبادة ثقافية
- إزالة مواقع التراث الإسلامي في مكة والمدينة
- تدمير تنظيم الدولة الإسلامية (داعش) للمواقع التراثية
- تطهير عرقي
- إبادة عرقية
- هدم إسرائيل للممتلكات الفلسطينية
- قائمة التراث المدمر
- علم نفس الإبادة الجماعية
- جرائم الحرب في الحرب الفلسطينية الإسرائيلية 2023
- مكتبة سمير منصور (غزة)

## قراءة إضافية
- Al-Barsh، Ahmed (7 نوفمبر 2023)، Report on the Impact of the Recent War in 2023 on the Cultural Heritage in Gaza Strip – Palestine (PDF)، Heritage for Peace and the Arab Network of Civil Society Organizations to Safeguard Cultural Heritage، مؤرشف من الأصل (pdf) في 2024-12-04، اطلع عليه بتاريخ 2025-06-03
- Centre for Cultural Heritage Preservation (يناير 2025). Damage and Risk Assessment of Cultural Heritage Under Attack in the Gaza Strip (PDF) (Report). State of Palestine Ministry of Tourism and Antiquities. مؤرشف من الأصل (pdf) في 2025-05-29. اطلع عليه بتاريخ 2025-06-03.
- Constantin، Sophie (6 أغسطس 2024)، "Cultural damage assessment in war-torn Gaza"، جوردان تايمز، مؤرشف من الأصل في 2025-03-19، اطلع عليه بتاريخ 2024-08-06
- Graham-Harrison، Emma؛ Scruton، Paul؛ Swan، Lucy؛ Ahmedzade، Tural؛ Sheehy، Finbarr؛ Boulinier، Laure (18 يناير 2025). "A visual guide to the destruction of Gaza". The Guardian. مؤرشف من الأصل في 2025-01-18. اطلع عليه بتاريخ 2025-02-27.
- Al-Houdalieh، Salah H.؛ Alsaud، Loay Abu؛ Warasneh، Ayman (2024). "Heritage and Conflict in Gaza" (PDF). في Saloul، Ihab؛ Baillie، Britt (المحررون). The Palgrave Encyclopedia of Cultural Heritage and Conflict. DOI:10.1007/978-3-030-61493-5_122-1. مؤرشف من الأصل (pdf) في 2025-03-21. اطلع عليه بتاريخ 2025-06-03.
- Malik، Nesrine (2 أغسطس 2024)، "The Gaza archaeologist: Inflation is 500% – and the tents are like an oven"، The Guardian، اطلع عليه بتاريخ 2024-08-06